# Roger Waters (arkitekt)
Roger Charles Waters, född 1 december 1928 i Maidstone, Kent, död 18 februari 2003 i Lidingö, var en brittisk-svensk arkitekt.
Waters, som var son till Charles Waters och Olive Skinner, diplomerades efter studier vid Architectural Association School of Architecture i London 1949–1954. Han var anställd på Kent County Architects Department 1945–1947, Corps of Royal Engineers 1947–1949, arkitekt hos David Helldén i Stockholm 1954–1956, hos AB Vattenbyggnadsbyrån 1956–1964 och var stadsplanekonsult på Kooperativa förbundets stadsplanebyrå från 1964.